# 艾兰岛
《艾兰岛》是波希米亞互動工作室开发的一款沙盒游戏。

## 玩法
根据开发人员描述，《艾兰岛》是一款探险游戏，也是自定义场景的平台。该游戏常被拿来同《我的世界》比较，其内置有编辑器，允许玩家自己制作场景。
《艾兰岛》允许玩家自由地创造和修改村庄。玩家可以创建自己的角色并选择一处环境，包括温带，热带，冬季等。编辑器允许玩家自行创建场景，也可设置为不同时代，例如狂野西部、中世纪欧洲、蒸汽朋克世界等。此外，游戏中的一切物品皆可交互。开发人员表示，他们不希望给玩家施以任何限制。

## 开发
该游戏于2016年11月1日首次公布。2017年11月24日，游戏于波希米亚官网上公布了Alpha版本，Steam版于2017年3月9日上线，完整版将会在此6到8个月之后发布。2018年UP大会上，腾讯宣布代理国服。